# György Takács
György Takács (Győr, 10 ottobre 1924 – Budapest, 17 dicembre 1994) è stato un calciatore ungherese, di ruolo difensore.

## Carriera

### Club
Ha sempre giocato nel campionato ungherese.

### Nazionale
Ha collezionato 3 presenze con la maglia della Nazionale